# Галерея NT-Art
Галерея NT-Art (засновник Димчук А В) відкрилася в Одесі 20 грудня 2007 на основі колекції, що нараховує більше 3 тис. творів живопису, графіки, скульптури, фото та інсталяцій українських авторів (від 50-х років XX століття до сьогодні). Особливістю колекції є її багатоплановість та наявність «колекцій в колекції». Діяльність галереї орієнтовано на широкий масштаб і панорамність репрезентування сучасних стилів – від різноманітних варіантів реалізму до феєрверку зразків «безпредметного» і «актуального» мистецтва. Водночас це і максимальний географічний діапазон – усі художні центри національної значущості: Закарпаття, Київ, Крим, Львів, Одеса, Харків. Перспектива знайомства глядача з українським мистецтвом сьогодення у його багатоманітності, але з дотриманням високого щабля художніх якостей багато в чому забезпечено власним зібранням галереї, що ґрунтується на аналогічних принципах. Водночас це і максимальний географічний діапазон – усі художні центри національної значущості: Закарпаття, Київ, Крим, Львів, Одеса, Харків. Перспектива знайомства глядача з українським мистецтвом сьогодення у його багатоманітності, але з дотриманням високого щабля художніх якостей багато в чому забезпечено власним зібранням галереї, що ґрунтується на аналогічних принципах.

## Ю. Єгоров
Найбільшє за обсягом і жанровим розмаїттям зібрання робіт «гуру» одеської живописної школи, легенди вітчизняного мистецтва Ю. Єгорова;один з найбільших українських художників другої половини двадцятого століття, класик одеської школи живопису. Займався станковим і монументальним живописом, графікою, а також створював гобелени, кераміку, вітражі, мозаїки.

## Одеськи нонконформісти
Одна з найповніших добірок творів одеських нонконформістів (О. Ануфрієв, В. Стрельников, В. Басанец, В. Марінюк, Л. Ястреб, В. Наумец,  В. Хрущ, С. Сичев, О. Волошинов, Є. Рахманін, Р. Макоєв, О. Стовбур, В. Цюпко, С. Савченко, В. Сад), які у 70-ті роки минулого сторіччя першими в Україні прокладали шляхи неофіційного мистецтва (андеграунду), вільного від ідеологічного пресингу і ангажованої естетики. Добірка складається з колекцій Ф. Кохрихта, В. Асрієва, М. Кнобеля та робот придбаних безпосередньо у художників і включає в себе, як роботи від 1960-х до 1980-х років, що виставлялися на квартирних виставках, так і більш пізні твори означених авторів;

## Південноруська традиція
Натхненні імпресіоністичні полотна сучасних продовжувачів «південноруських» традицій (класиків — В. Литвиненка, А. Гавдзінского, К. Ломикіна, М. Шелюто і нового покоління — С. Лозовского, П. Нагуляка, О. Котовой);

## Закарпатська школа живопису
Також в колекції чудово представлена Закарпатська школа живопису (Й. Бокшай, А. Ерделі, А. Коцка, 3. Шолтес, А. Борецький, Е. Контратович), Львівська школа (Р. Сельський, К. Звіринський, З. Флінта), радянський соцреалізм та одеський концептуалізм.

## Contemporary art
Сучасне українське мистецтво, починаючи від 90-х та до тепер (В. Рябченко, О. Гнилицький, А. Савадов, В. Цаголов, І. Гусев, І. Чічкан, О. Ройтбурд, М. Мамсіков, О. Тістол, В. Кожухар, Ю. Соломко, М. Маценко, Л. Подерв'янський, Л. Трубіна, С. Зарва, А. Волокітін, Ж. Кадирова та інші)
Галерея не володіє музейним статусом, але значна частина її колекції, за відгуками авторитетних експертів, музейна за своїм рівнем і не призначена для продажу. Роботи з колекції опубліковані в таких виданнях як, «Модерністи Одеси», «Мистецтво українських шістдесятників», «Орієнтація на місцевості», «Сучасне українське мистецтво. Портрети художників».
Роботи з колекції регулярно надаються для експонування, зокрема, в Національний художній музеї України, Музеї сучасного мистецтва Одеси, Мистецький Арсенал.
Серед реалізованих галереєю проєктів — масштабні групові виставки, що зібрали разом понад 40 українських митців — «RESTART ODESSA», «RESTART KYIV», «Зоряні війни», «Врятувати президента», і «Одеська школа. Традиції та актуальність» (Донецьк, Київ, Дніпропетровськ).NT-Art Gallery також займається видавницькою діяльністю, за останні роки було надруковано більше 30 каталогів, поетичних збірок та книг. Зокрема, роман Bondero «Іпостась», каталог виставки «Restart», каталог виставки «Бебеля, 19. Квартирні виставки» та інші.
Галерея NT-Art є центром мистецького життя Одеси, крім виставок у галереї проходять поетичні читання, концерти, презентації книг, лекції.

## Список проєктів
- травень-червень 2015 — Ані Зур «Плідність»
- квітень-травень 2015 — Алан Родьє «Balloon people»
- лютий-квітень 2015 — Олег Огородник «Hand made»
- лютий 2015 — Микола Маценко «Гербаріум»
- груднь 2014-лютий 2015 — Максим Мамсіков «У расфокусі»
- серпень-жовтень 2014 — Персональна виставка Костянтина Скопцова
- липень-серпень 2014 — Bondero «Привид абстракціонізму»
- травень-червень 2014 — Кирило Головченко «Нонсинхронізм»
- квітень-квітень 2014 — Станіслав Сілантьєв «ДНК»
- жовтень-листопад 2013 — Ігор Гусєв «Платформи вічності»
- серпень-вересень — Олекса Манн&Іван Семесюк. «Бактерія», спецпроєкт Одеської Бієнале-

2013
- серпень 2013 — Групова виставка «IV. Досвід взаємодії»
- червень-липень 2013 — Лесь Подерв'янський. «Шлях воїна»
- травень 2013 — Дмитро Орєшников «Графічний роман, або випадкова зустріч швейної машинки і парасольки на операційному столі»
- квітень 2013 — Костянтин Скопцов «Метаморфози»
- березень 2013 — «Бебеля, 19. Квартирні виставки»
- січень — лютий 2013 — Петро Нагуляк. Живопис.
- жовтень-грудень 2012 — Володимир Стрельніков «Колір. Форма. Прогулянки»
- вересень 2012 — Презентація збірки поезії Сергія Бакуменко «Страшно-смішно»
- вересень 2012 — Віктор Павлов. Живопис, графіка
- серпень-вересень 2012 — Костянтин Скопцов «Контріллюзія»
- серпень 2012 — Юрій Єгоров. Персональна виставка
- липень 2012 — «Середня нога». Куратори — Анатолій Димчук, Ігор Гусєв
- червень-липень 2012 — Володимир Стрельніков. «Чорне. Біле. Туш, перо, папір»
- квітень-травень 2012 — «Музика світу. О. Соколов, Ю. Єгоров, Є. Рахманін»
- березень 2012 — Олег Куцький «Абстрактна реальність»
- січень-лютий 2012 — Любов Токарева «Ін(д)оманія»
- грудень 2011 — Сергій Савченко. Персональна виставка
- листопад 2011 — Олександр Лісовський «Приватна збірка»
- вересень 2011 — Дмитро Орєшников «Числа. Остання ексгумація сюрреалізму»
- серпень 2011 — «Боги українського села» (Українська народна ікона XIX–XX століть із

зібрання Бориса Херсонського)
- серпень 2011 — презентація книги поезій Ігоря Божко «Після року горобця»
- травень-липень 2011 — Bondero «Іпостась»
- січень-квітень 2011 — Львівська школа живопису
- грудень 2010 — Олег Куцький «Три роки і 1/125 секунди»
- листопад 2010 — Олександр Силантьєв «Серфінг у жовтні»
- жовтень 2010 — Олексій Рудий «Старість у радість»
- вересень 2010 — Групова виставка «Зоряні війни». Куратор — Анатолій Димчук
- серпень 2010 — Олексанр Шевчук «А4 весільний неформат»
- липень 2010 — Микола Овсейко. Живопис.
- травень 2010 — «Півстоліття разом». Виставка до 50-річчя Одеського будинку художників
- квітень-травень 2010 — проєкт «Restart» в Інституті проблем сучасного мистецтва, Київ
- квітень-травень 2010 — Лесь Подерв'янський «Герої: 9 картин та 9 текстів»
- грудень 2009-січень 2010 — Альбін Гавдзинський. Персональна виставка
- жовтень-листопад 2009 — Володимир Литвиненко. Персональна виставка
- вересень-жовтень 2009 — Володимир Цюпко. Персональна виставка
- вересень 2009 — Микола Степанов (1937–2003). Персональна виставка
- серпень-вересень 2009 — Олександр Стовбур. Персональна виставка
- липень-серпень 2009 — Василь Сад. Персональна виставка
- липень 2009 — Володимир Стрельніков. Персональна виставка
- червень-липень 2009 — Валентин Хрущ (1943–2005). Персональна виставка
- квітень-травень 2009 — Сергій Савченко. Персональна виставка
- квітень 2009 — Віктор Маринюк. Персональна виставка
- березень 2009 — Ігор Божко. Персональна виставка
- лютий-березень 2009 — Валерій Басанець. Персональна виставка
- січень-лютий 2009 — Ігор Марковський. Персональна виставка
- грудень 2008-січень 2009 — Закарпатська школа живопису
- листопад-грудень 2008 — графіка творчого об'єднання «Мамай»
- жовтень-листопад 2008 — Олександр Ройтбурд. «Бал в Фолі-Бержер», «Делікатеси»
- вересень-жовтень 2008 — «Які молоді ви були … Одеські художники-нонконформісти. 60-ті-

80-ті роки XX століття в зборах Фелікса Кохріхта та Анатолія Димчука»
- серпень-вересень 2008 — Валентин Захарченко «Ліричний експромт»
- липень-серпень 2008 — Настя Кириліна «Марки»
- квітень-червень 2008 — Ігор Гусєв «Естетика та дисципліна»
- лютий-квітень 2008 — Юрій Єгоров. Живопис, графіка
- грудень 2007-лютий 2008 — Одесити в колекції галереї NT-Art

### ТВ
- У Києві відкрилася виставка «Одеська школа»ТРК «Украина»
- Виставка Одеська школа [Архівовано 27 листопада 2020 у Wayback Machine.]Телеканал Культура
- Історія Одеської школи у Києві! [Архівовано 27 листопада 2020 у Wayback Machine.]Art city TV-Odessa

### Друковані видання
- Мистецький Арсенал запрошує до Одеси [Архівовано 26 жовтня 2015 у Archive.is]Golos.ua © 2015
- В Киеве покажут одесское искусство — «картины с заборов» и огромные абстрактные полотна-Gazeta.ua-07 июня 2013
- «Одессу можно обойти за три часа» [Архівовано 11 грудня 2015 у Wayback Machine.]-Gazeta.ua-18 июня 2013
- От квартиры до забора [Архівовано 3 липня 2013 у Wayback Machine.]Газета Коммерсант Украины — 26.06.2013